# 雜役
分類:快速刪除候選
分類
討論
汉漢
臺灣正體
閱讀
編輯原始碼
檢視歷史
工具 隱藏
一般
連結至此的頁面
相關變更
上傳檔案
固定連結
頁面資訊
取得短網址
下載QR碼
編輯跨語言連結
列印/匯出
下載為PDF
可列印版
其他專案
維基共享資源
MediaWiki
元維基
維基媒體拓展
維基物種
維基教科書
維基數據
Wikifunctions
維基媒體國際會議
維基新聞
維基語錄
維基文庫
維基學院
維基導遊
維基詞典
維基數據項目
外觀 隱藏
文字
小
標準
大
此頁面始終使用小字型
寬度
標準
寬
色彩 （測試）
自動
淺色
深色
說明
維基百科，自由的百科全書
	快速刪除候選（6） | 維基百科編輯被保護頁面請求（50） | 封鎖及禁制申訴（19）
存廢討論
疑似侵權存廢覆核請求
已刪除內容查詢刪除日誌
頁面
今日討論最近七天
檔案
今日討論最近七天
快速刪除
候選（6）
方針程序指南覆核
關閉討論管理員指導
閱論編
本頁面是一個維護分類，用以維護維基百科專案。由於並非百科全書的一部分，因此本分類或是不含條目頁面，或是按狀態而非主題收錄條目頁面。請勿將本分類包含在常規的分類頁面中。
	致管理員：即使本分類不含任何頁面，也請不要將其刪除！
本分類有時甚至大部分時間可能是空的。
捷徑
CAT:CSD
CAT:SD
CAT:SPEEDY
在維基百科中，存在極少數特殊的「一目了然」符合快速刪除條目和頁面的情形。本頁面列出了使用模板的頁面。
在快速刪除一個頁面前，確保該頁面滿足快速刪除的標準。被刪除的頁面將會被自動列入刪除日誌。
本分類若有頁面出現在「議」標籤下時，代表此快速刪除提案有爭議或異議。
本分類中的隨機頁面。
待刪檔案請見：
Category:來源不明檔案（0）
Category:可被替代的非自由著作權檔案（1）
Category:明顯侵權檔案（0）
Category:未知著作權的檔案（0）
Category:沒有合理使用依據的檔案（0）
Category:未被條目使用的合理使用檔案（26）
待刪使用者頁面請見：
Category:使用者命名空間廢棄草稿（0）
Category:O1快速刪除候選（0）
「快速刪除候選」分類中的頁面
此分類共有 6 個頁面，以下顯示其中 6 個。
議
CTgoodjobs
臺北爵士大樂隊
速
User:Liustarry/熊猫证券
台灣兒童節目列表
巴萬·那威
黃美青
分類：管理員積壓工作維基百科機器人作業用頁面維基百科刪除
隱藏分類：不可索引頁面可能清空的分類
本頁面最後修訂於2025年7月1日 (星期二) 14:08。
本站的全部文字在創用CC 署名-相同方式分享 4.0協議之條款下提供，附加條款亦可能應用。（請參閱使用條款）
Wikipedia®和維基百科標誌是維基媒體基金會的註冊商標；維基™是維基媒體基金會的商標。
維基媒體基金會是按美國國內稅收法501(c)(3)登記的非營利慈善機構。edward7777  001